# Ich geh’ mit meiner Laterne

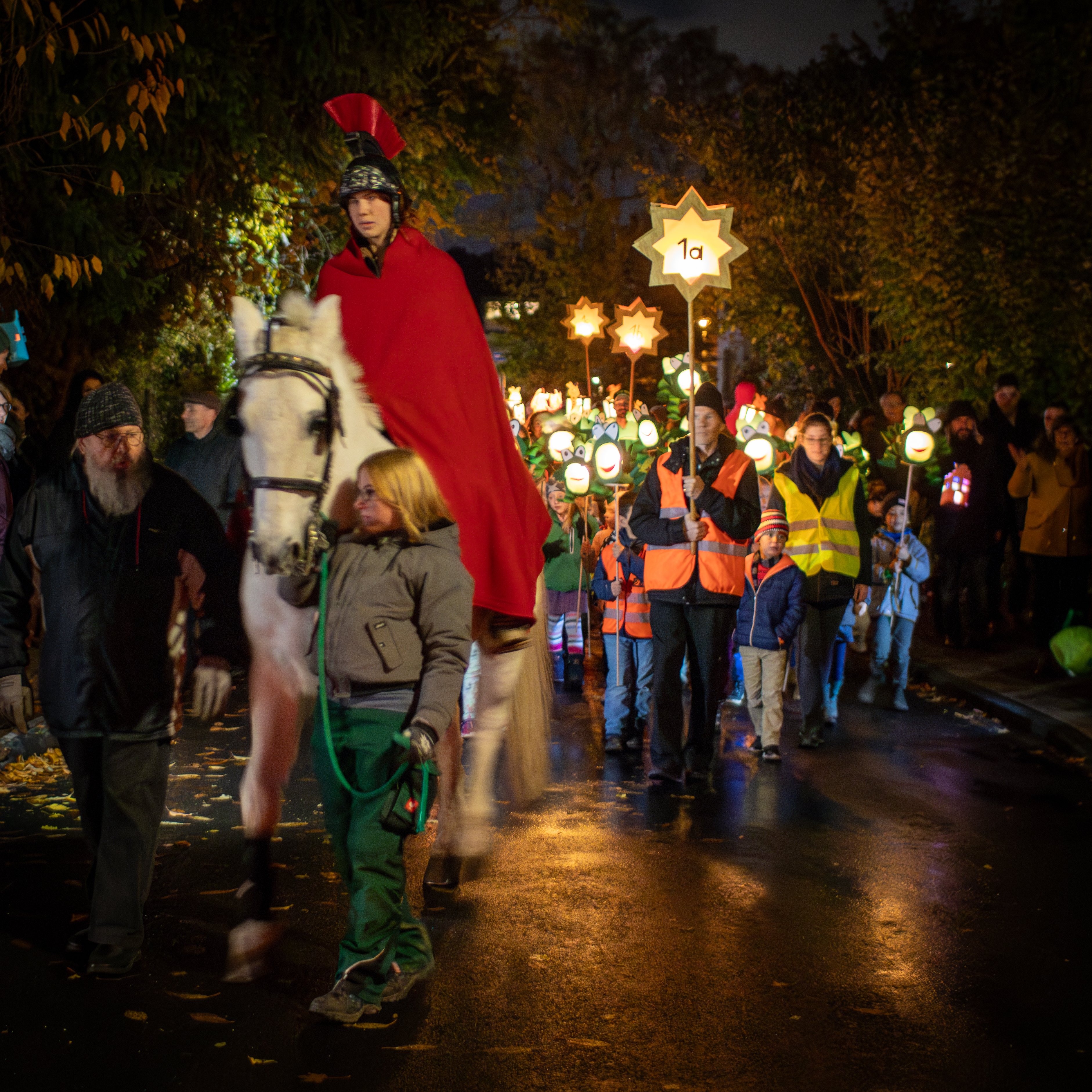
Martinszug einer Grundschule in Köln

Ich geh’ mit meiner Laterne ist ein traditionelles Kinderlied zum Laternelaufen, das alljährlich am Martinstag und an anderen Herbsttagen beim Umzug gesungen wird.

## Geschichte
Seine ersten Text- und Melodiezeilen lassen sich bereits 1818 in einem Quodlibet des Wiener Singspiels Die falsche Prima-Donna in Krähwinkel von Ignaz Schuster nachweisen. Da in demselben Quodlibet auch zwei weitere Musikstücke zitiert werden, ist davon auszugehen, dass auch das Laternenlied damals in Wien bekannt war. Des Weiteren berichtet Emanuel Geibel aus seiner Kindheit um 1820 in Lübeck von einem fast gleichlautenden, beim abendlichen Laternenumzug gesungenen Lied, weshalb anzunehmen ist, dass das Lied schon zu Beginn des 19. Jahrhunderts weit verbreitet war.
Die erste Edition des Liedtextes findet sich in Ludwig Strackerjans Aus dem Kinderleben von 1851. Dort steht es im Zusammenhang mit dem Brauch der Oldenburger Kinder, an Spätsommer- und Herbstabenden mit Laternen singend durch die Straßen zu ziehen. Text und Melodie brachte Fritz Jöde in  seiner ersten Liedersammlung Ringel Rangel Rosen von 1913 als eines von vierzehn Laternenliedern in den Druck.
Gegen Ende des 19. Jahrhunderts begann man zunächst in katholischen Gebieten, St.-Martins-Umzüge mit Laternen und Martinssingen zu organisieren. Dafür wurden dem Lied nach 1945 Strophen hinzugefügt, die einerseits die Verehrung von Martin von Tours ausdrückten (Ein Lichtermeer / zu Martins Ehr’) und andererseits den Ablauf des Festes schilderten. Auch in protestantischen Gebieten fand das Lied Eingang in die seit dem 19. Jahrhundert verbreiteten Martinisingen, hier üblicherweise ohne Textstrophen, die auf Martin von Tours Bezug nehmen. Die Pflege dieser Tradition in Kindergärten und Schulen führte dazu, dass Ich geh’ mit meiner Laterne zu einem der beliebtesten Kinderlieder wurde.

## Text
In einem Kehrreim, der aus dem Anfangsteil
Ich geh’ mit meiner Laterne

und meine Laterne mit mir.

Da oben leuchten die Sterne

und unten da leuchten wir.
sowie dem Abschluss
rabimmel, rabammel, rabum.

(auch: labimmel, labammel, labum)
besteht, sind kurze Strophen eingebettet wie
Mein Licht ist aus,

ich geh’ nach Haus.

## Verwendung von Text und Melodie
Die Bekanntheit des Liedes führte dazu, dass Melodie und Text weiter verwendet wurden, vermutlich schon (siehe oben) zu Beginn des 19. Jahrhunderts. So wird die Melodie in dem von Otto Lob komponierten Studentenlied Zerfahrener Schüler von 1896 verwendet. Im 20. Jahrhundert wurde das Lied häufig parodiert.
Das Lied wurde zudem von verschiedenen Künstlern aufgenommen und teilweise bearbeitet. So erschien 1990 Ich gehe mit meiner Laterne zusammen mit Schneeflöckchen, Weißröckchen als Medley auf dem Kinderliederalbum Komm lieber Mai von Nena, die Band Welle: Erdball brachte das Lied 1995 als Laterne auf ihrem Album Alles ist Möglich heraus und Cassandra Steen spielte es für die Serie Giraffenaffen 2013 ein.